# Marínos Ouzounídis
Marínos Ouzounídis (en grec moderne : Μαρίνος Ουζουνίδης) est un footballeur international grec né le 10 octobre 1968, reconverti entraîneur. Il évoluait au poste de défenseur central.

## Biographie

### En club
Ouzounídis joue principalement en faveur du Skoda Xanthi, du Panathinaikos, et du club français du Havre. 
Il dispute plus de 300 matchs en première division grecque, une cinquantaine de matchs en première division chypriote, ainsi que 36 matchs en Division 1 française. Il inscrit un total de 28 buts en championnat.
Malgré son statut d'international, Ouzounídis peine à s'imposer comme titulaire au Havre. Il est en effet barré en défense centrale par Ludovic Pollet et Jean-Pierre Delaunay la première saison. Il est davantage utilisé la saison suivante, en étant régulièrement titulaire aux côtés de Ludovic Pollet.
Ouzounídis participe avec le Panathinaikos et l'APOEL Nicosie aux compétitions européennes. Il joue à cet effet 17 matchs en Ligue des champions, 10 matchs en Ligue Europa, et 3 matchs en Coupe des coupes. Il inscrit son seul but en Coupe d'Europe le 13 août 2002, lors du troisième tour de la Ligue des champions, contre l'AEK Athènes.
Il remporte au cours de sa carrière deux titres de champion de Grèce, un titre de champion de Chypre, et trois Coupes de Grèce.

### En équipe nationale
Ouzounídis reçoit 50 sélections en équipe de Grèce entre 1992 et 2001, inscrivant 4 buts.
Il joue son premier match en équipe nationale le 29 janvier 1992, en amical contre l'Albanie, avec une défaite 1-0 à Tirana.
Il inscrit son premier but avec la Grèce le 1er septembre 1996, contre la Bosnie-Herzégovine. Ce match gagné 3-0 à Kalamata entre dans le cadre des éliminatoires du mondial 1998. Il inscrit son deuxième but le 14 octobre 1998, contre la Géorgie. Ce match remporté 3-0 à Maroússi entre dans le cadre des éliminatoires de l'Euro 2000.
Son troisième but est marqué le 23 février 2000, lors d'un match amical contre l'Autriche, avec une victoire 4-1 à Kalamata. Il marque son dernier but contre la Suisse en amical, avec pour résultat un match nul 2-2 à Saint-Gall.
Il reçoit sa dernière sélection le 6 juin 2001, contre l'Angleterre, avec une défaite 0-2 à Maroússi.
Finalement, il dispute un total de 12 matchs entrant dans le cadre des éliminatoires des Coupes du monde, et porte à 13 reprises le brassard de capitaine de l'équipe de Grèce.

## Carrière entraineur
- 2006-déc. 2007 :  APOEL Nicosie
- 2008-fév. 2010 :  AEL Larissa
- 2010-jan. 2011 :  Iraklis Thessalonique
- 2011-sep. 2012 :  Skoda Xanthi
- déc. 2012-avr. 2013 :  Skoda Xanthi
- 2013-oct. 2013 :  Platanias FC
- jan. 2014-2014 :  PAE Ergotelis Héraklion
- déc. 2014-2016 :  Paniónios GSS
- déc. 2016-juin 2018 :  Panathinaikos
- juil. 2018-fév. 2019 :  AEK Athènes
- fév. 2020-oct. 2020 :  APOEL Nicosie
- fév. -juil. 2021 :  Universitatea Craiova

## Palmarès

### Joueur
Panathinaikos
- Championnat de Grèce en 1995 et 1996
- Vainqueur de la Coupe de Grèce en 1993, 1994 et 1995
- Vainqueur de la Supercoupe de Grèce en 1993 et 1994

 APOEL Nicosie
- Champion de Chypre en 2002
- Vainqueur de la Supercoupe de Chypre en 2002

### Entraîneur
APOEL Nicosie
- Champion de Chypre en 2007

 Universitatea Craiova
- Vainqueur de la Coupe de Roumanie en 2021
- Vainqueur de la Supercoupe de Roumanie en 2021